# Knölstäkra
Knölstäkra (Oenanthe pimpinelloides) är en tvåhjärtbladig växtart som beskrevs av L.. Knölstäkra ingår i släktet stäkror, och familjen flockblommiga växter. Arten förekommer tillfälligt i Sverige, men reproducerar sig inte. Inga underarter finns listade i Catalogue of Life.

## Bildgalleri

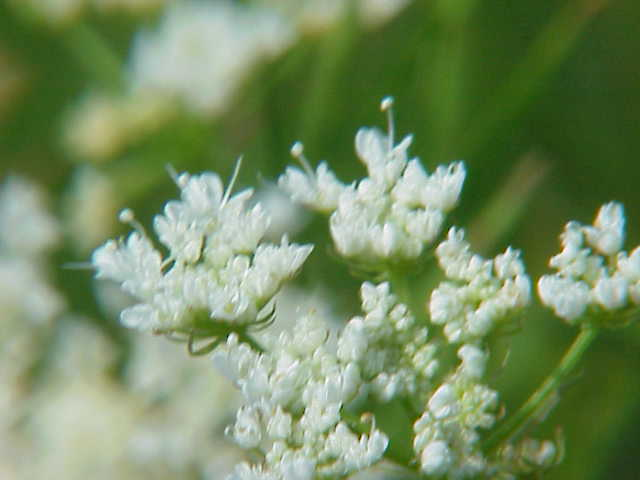
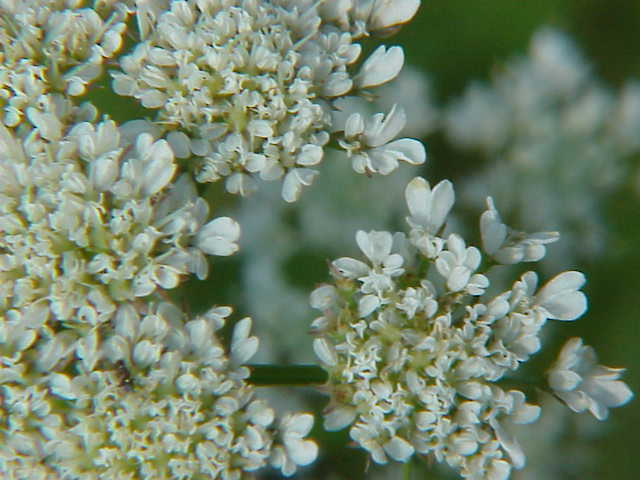
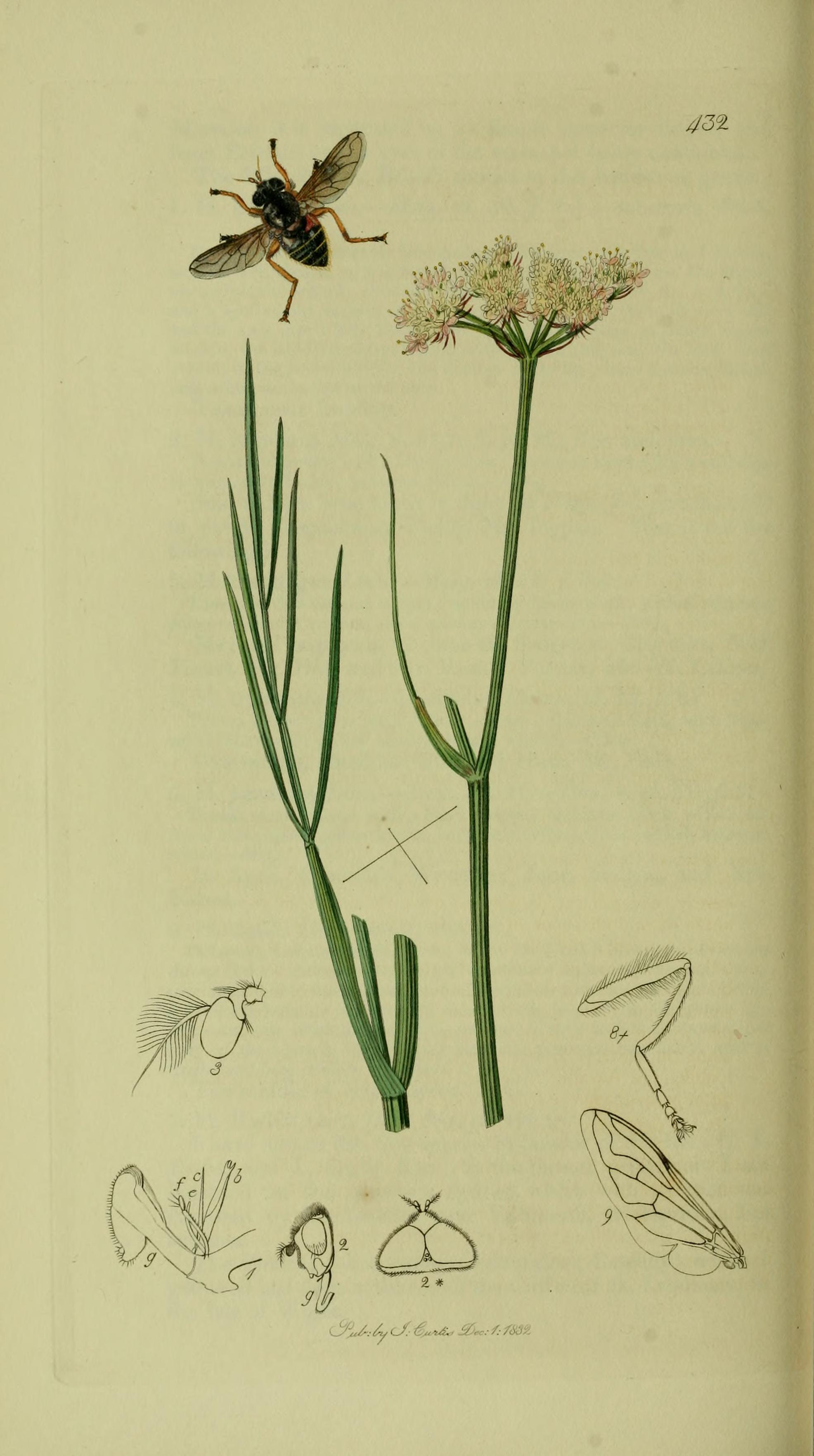